# Union des exploitants de chemins de fer touristiques et de musées
L’Union des exploitants de chemins de fer touristiques et de musées (UNECTO) est une fédération qui réunit des exploitants de chemins de fer touristiques et de cyclo-draisines ainsi que des collectivités locales propriétaires d'infrastructures ferroviaires.

## Historique
L’Union des exploitants de chemins de fer touristiques et de musées (UNECTO) est créée en 2007 de la Fédération des amis des chemins de fer secondaires (FACS).

## Caractéristiques
En tant que fédération, l'UNECTO est un interlocuteur des Pouvoirs publics qui pratique une veille sur les textes et les dispositions nouvelles nécessaires à la circulation de trains historiques et touristiques.
Elle est également membre ou partenaire d'organismes : elle fut membre du Conseil national du tourisme qui a édité, en 2014, un « rapport sur le devenir des chemins de fer touristiques » ; elle est partenaire de l'Office de tourisme de France et de la fédération des Offices du tourisme, dans le cadre d'une convention signée en 2014 ; et elle est membre fondateur de la Fédération européenne des chemins de fer touristiques et historiques (Fedecrail).

## Membres
Les adhérents sont des exploitants, des musées, et des collectivités locales.
Cela représente une centaine de chemins de fer touristiques, qui sont soumis : pour des circulations en dehors du Réseau ferré national à autorisation selon les référentiels techniques établis par le Service technique des remontées mécaniques et des transports guidés (STRMTG) et sur le réseau ferré national aux autorisations de l’Établissement public de sécurité ferroviaire (EPSF) et de la Société nationale des chemins de fer français (SNCF).
- 100  Chemins de fer touristiques
- 1 200 km de voies ferrées
- 3.000.000 entrées payantes annuelles
- 300 locomotives dont 200 locomotives à vapeur
- 15 à 20 kilomètres, le parcours moyen
- 9,2 € Recette unitaire moyenne
- 800 Emplois directs, plein temps et de proximité

## Le congrès de l'UNECTO
L'UNECTO organise un congrès annuel :
- 2012 : Roanne / Roannais Agglomération
- 2013 : Alès / Train à vapeur des Cévennes
- 2014 : Chamonix / Chemin de fer du Montenvers
- 2015 : Chambéry / APMFS
- 2016 : Le Mans / Transvap
- 2017 : Ronce-les-bains / Train des Mouettes
- 2018 : Cernay / Pays Thur Doller / Train Thur Doller Alsace
- 2019 : Pontarlier / Coni'fer
- 2020 : Saint-Valéry sur Somme / Chemin de fer de la Baie de Somme (reportée en 2021)
- 2021 : Saint-Valéry sur Somme / Chemin de fer de la Baie de Somme
- 2022 : Vichy / Train à Vapeur d'Auvergne
- 2023 : Talmont Saint-Hilaire / Chemin de Fer de Vendée
- 2024 : Dax / Chemin de fer de la Rhune

## Revue Transports & Patrimoine Ferroviaires
L'UNECTO participent à la revue bimestrielle Transports & patrimoine ferroviaires (anciennement Chemins de fer régionaux et tramways) éditée par FACS - PATRIMOINE FERROVIAIRE. Chaque numéro de la revue comprend un dossier sur un réseau, un matériel, une technologie utilisés par les anciens chemins de fer secondaires ou les tramways (France, Benelux, Europe, Monde), passés ou actuels, qui constitue une monographie de qualité sur le sujet concerné. La revue est également ouverte sur l'actualité, avec notamment des rubriques concernant tant les chemins de fer touristiques fédérés que les autres exploitations.  

## Liste des chemins de fer touristiques fédérés à l'UNECTO

### France

#### Auvergne-Rhône-Alpes
- Agrivap les trains de la découverte, ligne touristique du Livradois-Forez de Courpière à Sembadel (voie normale)
- Velay Express (anciennement Voies ferrées du Velay) (voie métrique)
- Gentiane Express (voie normale)
- Train à Vapeur d'Auvergne (TVA) - Association de la 141 R 420 (voie normale)
- Panoramique des Dômes (crémaillère voie métrique)
- AAATV - Montluçon Auvergne
- Chemin de fer touristique d'Anse (voie de 38 cm)
- Chemin de fer du Vivarais (voie métrique)
- Département de l'Isère - Chemin de fer de la Mure (voie métrique)
- Chemin de fer du Haut Forez (voie normale)
- Chemin de fer touristique de la Brévenne (voie normale)
- Chemin de fer du Montenvers (voie métrique et crémaillère)
- Tramway du Mont-Blanc (voie métrique à crémaillère)
- Train touristique des Belvédères (Voie de 60 cm)
- Association pour la Préservation du Matériel Ferroviaire Savoyard - APMFS (voie normale)
- Association Simil500 (voie normale)
- Musée du cheminot d'Ambérieu (musée statique)
- Vélorail du Bugey (voie normale)
- Association Rhône-Alpine de conservation d'engins thermiques (ARCET) (Détachée sur Laroche-Migennes)
- Association Autorail Touristiques des Volcans d'Auvergne (ATVA)
- Association des Trains du Sud de la France (ATSF)

#### Bourgogne-Franche-Comté
- Association des autorails touristiques de l'Yonne (voie normale)
- Chemin de fer de la vallée de l'Ouche (voie de 60 cm)
- ABFC - X4039 (voie normale)
- Chemin de fer des Combes - Le Creusot (voie de 60 cm)
- Chemins de fer du Creusot - Locomotive 241 P 17 (voie normale)
- ACTA Les Laumes-Alésia - Epoisse (voie normale)
- Le Coni'fer (voie normale)
- Association Rhône-Alpine de conservation d'engins thermiques (ARCET)
- Association Ferroviaire de Conservation de Locomotives (AFCL)

#### Bretagne
- Chemins de fer des Côtes-du-Nord (voie métrique)
- La Vapeur du Trieux - gare de Paimpol (voie normale)
- Chemins de fer du Centre-Bretagne (CFCB) - gare de Loudéac (voie normale)

#### Centre-Val de Loire
- AAATV - Centre Val de Loire - 141 R 840 (voie normale)
- Amicale des Anciens et Amis de la Traction Vapeur (Saint-Pierre-des-Corps) (AAATV - Saint-Pierre-des-Corps) - 231 E 41
- Association pour la Préservation du Patrimoine et des Métiers Ferroviaires (APPMF) - 230 G 353 (voie normale)
- CFTST - Chemin de Fer Touristique Sud Touraine
- Train historique du Lac de Rillé (voie de 60 cm)
- AMTP - Musée des transports de Pithiviers (voie de 60 cm)
- Train du Bas-Berry, Société d'animation du Blanc Argent (voie métrique)
- Train touristique du Val du Loir - TTVL (voie normale)

#### Grand Est
- Chemin de fer touristique du Rhin (voie normale)
- Train Thur Doller Alsace (voie normale)
- Chemin de fer touristique du sud des Ardennes (voie normale)
- Association Autorail Lorraine Champagne Ardennes : projet de ligne VUTR
- Chemin de fer d'Abreschviller (voie de 70 cm)
- Chemin de fer touristique de la vallée de la Canner (voie normale)
- Chemin de Fer Historique de la Voie Sacrée (voie métrique)
- AAATV - Mulhouse
- Rail 52 (projet en voie normale)
- Cité du Train (Mulhouse)

#### Guadeloupe
- Chemin de fer touristique du Pays de la Canne (voie métrique)

#### Hauts-de-France
- Chemin de fer touristique de la vallée de l'Aa (voie normale)
- CMCF Oignies 231 C 78 (préservation de matériel en voie normale)
- Chemin de fer de la baie de Somme (voie métrique et normale)
- Chemin de fer touristique du Vermandois (voie normale)
- Train à vapeur du Beauvaisis (MTVS) (métrique), ouverture en 2017.
- TFBCO Mezy Montmirail (projet en voie normale)

#### Île-de-France
- MTVS (musée vivant voie métrique)
- COPEF - E525 (voie normale)
- Matériel Ferroviaire Patrimoine National - MFPN (voie normale)
- AJECTA (voie normale) et Musée vivant du chemin de fer
- ADEMAS Métro Sprague (voie normale)

#### Normandie
- Amicale pour la mise en valeur de la ligne Caen-Flers (Voie Normale)
- Train touristique du Cotentin (Voie Normale)
- Train touristique Étretat-Pays de Caux (voie normale)
- Pacific Vapeur Club - 231 G 558 (voie normale)

#### Nouvelle-Aquitaine
- Chemin de fer de la Rhune (voie métrique et crémaillère) train
- Train touristique de Guîtres à Marcenais
- Train à vapeur  en Limousin (voie normale)
- L'Autorail Limousin (voie normale)
- Chemin de fer touristique de Sud Touraine (CFTST) : projet entre Port-de-Piles et Tournon-Saint-Martin
- Vélorail de Charente-Limousine (vélo-rail voie normale)
- Le Train des Mouettes (voie normale)

#### Occitanie
- Train à vapeur des Cévennes (voie normale)
- GADEFT - 140 C 27 (Voie normale)
- Train du pays Cathare et du Fenouillèdes (voie normale)
- Association des passionnés de l'X2800 (voie normale)
- Chemin de fer touristique du Tarn (voie de 50 cm)
- Chemin de fer touristique du Haut Quercy (voie normale)
- Quercyrail (voie normale)
- Train historique de Toulouse - ACPR - 141 R 1126 (voie normale)
- Vélorail du Larzac  et train touristique du Larzac (voie normale)
- AAATV - Midi Pyrénées 241 P 9 (voie normale)

#### Pays de la Loire
- Loco Vapeur R 1199 - 141 R 1199 (voie normale)
- Chemin de fer de la Vendée (voie normale)
- Chemin de fer touristique de la Sarthe TransVap (voie normale)
- Les Amis du Petit Anjou (préservation de matériel en voie métrique)

#### Provence-Alpes-Côte d'Azur
- Groupement d'études des Chemins de fer de Provence (voie métrique)
- Train touristique du centre-Var (voie normale)
- Association pour la préservation de la CC 6570 - APCC6570

### Autres pays

#### Belgique
- ASVi - Association pour la sauvegarde du Vicinal (voie métrique)
- Tramway touristique de l'Aisne (voie métrique)
- Stoomtrein Maldegem-Eeklo (voie normale)

#### Suisse
- Chemin de fer-musée Blonay-Chamby (BC), (voie métrique)

#### Italie
- Trenino verde

#### Espagne
- Musée basque des chemins de fer à Azpeitia
- Centre d'interprétation Ferroviaire à Móra la Nova